# Дона (Алесандрија)
Дона је насеље у Италији у округу Алесандрија, региону Пијемонт.
Према процени из 2011. у насељу је живело 54 становника. Насеље се налази на надморској висини од 135 м.